# Мацейовиці (Ґарволінський повіт)
Мацейовиці (пол. Maciejowice) — місто в Польщі, у гміні Мацейовиці Ґарволінського повіту Мазовецького воєводства.
Населення — 1413 осіб (2011). З 1 січня 2024 року має статус міста.
У 1975-1998 роках село належало до Седлецького воєводства.

## Демографія
Демографічна структура станом на 31 березня 2011 року:
|          | Загалом | Допрацездатний вік | Працездатний вік | Постпрацездатний вік |
| -------- | ------- | ------------------ | ---------------- | -------------------- |
| Чоловіки | 722     | 155                | 517              | 50                   |
| Жінки    | 691     | 126                | 427              | 138                  |
| Разом    | 1413    | 281                | 944              | 188                  |